# Totò Savio
Gaetano Savio, meglio conosciuto come Totò Savio o con lo pseudonimo di Antonio Rosario (Napoli, 18 novembre 1937 – Roma, 25 luglio 2004), è stato un compositore, arrangiatore, paroliere, cantautore e produttore discografico, direttore d'orchestra italiano.
È stato inoltre uno dei componenti e fondatori degli Squallor.
Ha firmato alcuni grandi successi discografici della musica leggera italiana, tra i quali Cuore matto, Un gatto nel blu, Se bruciasse la città, Vent'anni, Erba di casa mia, Lady Barbara, M'innamorai, Miele, Perché ti amo, L'aria del sabato sera, Maledetta primavera e Una rosa blu.

## Biografia

### Gli inizi come chitarrista
Comincia a suonare la chitarra fin da bambino, iniziando a esibirsi già a dodici anni in feste di matrimonio e in altre occasioni, affinando notevolmente la tecnica, fino a ricevere nel 1955 la proposta da parte di Marino Marini di entrare nel suo complesso.
Comincia così, a diciassette anni, a esibirsi in tutta Europa con il celebre quartetto; inoltre con Marini effettua le prime incisioni per la Durium.
Proprio durante un tour in Francia conosce Jacqueline Schweitzer, con cui si fidanza e che dopo poco tempo sposerà: Jacqueline, figura importantissima non solo nella vita del maestro ma anche nella carriera artistica (cantante anch'essa, aveva esordito giovanissima in un programma televisivo francese del sabato sera), sarà anche quella che, dopo la dipartita, porterà avanti il ricordo e la memoria del marito, così come il fratello del maestro, Mario e il nipote Alfonso.
A seguito del matrimonio decide di abbandonare il quartetto di Marini, e forma un suo complesso, con Enzo De Simone, poi sostituito da Angelo Mirabella alla batteria, Vincenzo Bozzaotra al contrabbasso e Claudio Mattone (poi sostituito da Carlo de Felice ed in seguito da Luciano Sangiorgi al pianoforte), con cui firma un contratto con la Celson, esordendo nel 1961 con il 45 giri Balla con me/Good Night My Baby (pubblicato con il nome Toto Savio).
Inizia quindi a esibirsi con il nuovo complesso in tutta Italia; nel 1966 il gruppo cambia la denominazione in The Shamrocks, e passa poi alla Durium. In questo periodo, alla batteria milita Gianni Averardi, futuro fondatore e membro de Il Giardino dei Semplici.

### I primi successi come autore
Nel 1967 Totò Savio scrive quello che diventa il suo primo grande successo, Cuore matto (su testo di Armando Ambrosino): la canzone viene presentata al Festival di Sanremo 1967 da Little Tony e da Mario Zelinotti e, pur non vincendo, diventa uno dei più grandi successi di quell'edizione del festival e, nel tempo, una delle canzoni più rappresentative del cantante romano.
Savio incide Cuore matto con il suo gruppo, ma le vendite vengono superate da quelle della versione di Little Tony.
Continuano i successi come autore, tra cui nel 1969 Addio felicità, addio amore per Caterina Valente (sigla televisiva della trasmissione Bentornata Caterina) e, l'anno successivo, Vent'anni per Massimo Ranieri (cantante che inciderà con successo molte canzoni scritte da Savio, tra cui la più nota è senza dubbio Erba di casa mia): quest'ultima vince nello stesso anno l'edizione di Canzonissima.
Sempre nel 1970 vince Un disco per l'estate con Lady Barbara, incisa da Renato dei Profeti; tornerà a vincere la stessa manifestazione tre anni dopo con Perché ti amo, cantata dai Camaleonti.
Dal 1974 al 1978, Savio produrrà assieme a Giancarlo Bigazzi il popolare complesso pop-rock de Il Giardino dei Semplici. Il gruppo era stato fondato a Napoli da Gianni Averardi e Gianfranco Caliendo nel giugno del 1974; Averardi era stato per alcuni anni il batterista dell'orchestra di Savio.
La band è considerata un nome di punta del filone romantico della musica italiana e napoletana, e ha venduto 4 milioni di copie. Bigazzi e Savio sono gli autori di alcuni tra i brani più importanti e di maggiore successo della band: M'innamorai (Festivalbar 1975); Vai (Festivalbar 1976) e Miele (Festival di Sanremo 1977). Savio è anche il fautore della rielaborazione di Tu, ca nun chiagne (1975), lanciata dal gruppo nel novembre del 1975, la quale vendette un milione di copie e venne certificata disco d'oro.

### Gli Squallor
Nel 1971, insieme a quattro colleghi (Daniele Pace, Giancarlo Bigazzi, Alfredo Cerruti ed Elio Gariboldi che però abbandona il gruppo dopo il primo album) dà vita a un gruppo fantasma, gli Squallor, pubblicando un 45 giri, 38 luglio/Raccontala giusta: il successo ottenuto (i due brani vengono trasmessi spesso da Renzo Arbore e Gianni Boncompagni in Alto gradimento) fa sì che il progetto abbia un seguito; in breve tempo gli Squallor diventano un gruppo di culto nella scena demenziale della musica leggera italiana.
Negli Squallor Totò Savio è autore di molte musiche, interprete di alcune canzoni (tutte quelle cantate in napoletano e qualcuna in italiano) e produttore.

### Altre attività
Nel corso degli anni settanta, Totò Savio continua l'attività di compositore (collaborando spesso con Franco Califano) e di arrangiatore, continuando anche l'attività di musicista in proprio: nel 1972 pubblica un album, Chitarrate 'e Napule, in cui suona tutti gli strumenti.
Si dedica inoltre anche alla scrittura di sigle televisive (ad esempio Ritratto di donna, sigla del telefilm Diagnosi, contenuta nell'omonimo album) e formando un duo con la moglie (con il nome I San Francisco) lanciando la famosa canzone Da lunedì e l'album Ma che avventura è nel 1979.

### Gli anni ottanta
Nel 1981 scrive una delle sue canzoni più note, Maledetta primavera che, presentata da Loretta Goggi al Festival di Sanremo 1981, si classifica al secondo posto, diventando però il 45 giri più venduto di quell'edizione.
L'anno dopo presenta al festival Una rosa blu, canzone che non ottiene un grande riscontro al momento dell'uscita ma che, nel corso degli anni, diventa invece uno dei brani più noti cantati da Michele Zarrillo (di cui Savio è, in quel periodo, produttore).
Nello stesso periodo dirige l'orchestra della RAI nel corso di moltissime trasmissioni televisive.

### Gli ultimi anni
Nel 1990 gli viene diagnosticato un tumore alla gola: a seguito dell'operazione perde la voce e, nel disco pubblicato dagli Squallor nel 1994, Cambiamento, partecipa solo come musicista e compositore.
Gli ultimi anni della sua vita trascorrono tra malattie e ospedali, a causa di una cirrosi epatica causata da una trasfusione di sangue infetto che degenera poi in un tumore al fegato; sempre assistito dalla moglie Jacqueline, muore nel 2004. Riposa presso il Cimitero Flaminio.
Come ha scritto la signora Savio nel suo sito, e come testimoniano tutti quelli che lo hanno conosciuto, «Il Maestro Totò Savio era un rivoluzionario, perché era un uomo gentile, e come dice il libro Cuore, "la gentilezza è rivoluzionaria"».

## Discografia

### Da solista

#### Album in studio
- 1972 - Chitarrate 'e Napule (Pull, QLP 101, LP)
- 1975 - Ritratto di donna (CBS, 69125, LP)

#### Singoli
- 1961 - Balla con me/Good Night My Baby (Celson, QB 8044, 7") pubblicato come Toto Savio e il suo complesso
- 1963 - Amico mio/Ti piace il madison (Jolly, J 20203; 7")
- 1964 - Povera pianta/No, non piangerò (Diapason, DTS 1001, 7")
- 1974 - Ritratto di donna/Racconto (CBS, 2772, 7")

### Discografia con Totò Savio & the Shamrocks

#### Singoli
- 1967 - Cuore matto/Nelle mie tasche (Durium, Ld A 7506; 7")
- 1968 - Dammi una mano/Eh, no! (Carosello, Cl 20197; 7")

### Discografia con Jacqueline Schweitzer

#### Album in studio
- Incontro (CGD, LP) (come Jacqueline Pleiade e Antonio Rosario)
- 1979 - Ma che avventura è (CGD, CGD 20103, LP, MC) (>come I San Francisco)

#### Singoli
- 1976 - Da lunedì/Io vivrò per te (BUS Production, BUS 4509, 7") (come I San Francisco)
- 1979 - Ma che avventura è/Vuoi (CGD, CGD 10144, 7") (come I San Francisco)
- Sognando la California (7")  (come I San Francisco)
- 1981 - Se ti amo/Triste caffè (WEA, T 18858, 7") (come Twin Love)
- 1983 - Io e poi tu e poi noi (WEA, 24 9813 - 7, 7") (come Twinlove)
- 1984 - Cuori solitari (WEA, 24 9424-7, 7") (come Twinlove)

### Discografia con Squallor

#### Album in studio
- 1973 - Troia
- 1974 - Palle
- 1977 - Vacca
- 1977 - Pompa
- 1978 - Cappelle
- 1980 - Tromba
- 1981 - Mutando
- 1982 - Scoraggiando
- 1983 - Arrapaho
- 1984 - Uccelli d'Italia
- 1985 - Tocca l'albicocca
- 1986 - Manzo
- 1988 - Cielo duro
- 1994 - Cambiamento

### Come produttore
- 1976 - Il Giardino dei Semplici
- 1977 - Le Favole del Giardino

### Canzoni scritte da Totò Savio
| Anno | Titolo                              | Autori del testo                                         | Autori della musica                                     | Interpreti                                                                      |
| ---- | ----------------------------------- | -------------------------------------------------------- | ------------------------------------------------------- | ------------------------------------------------------------------------------- |
| 1967 | Cuore matto                         | Armando Ambrosino                                        | Totò Savio                                              | Little Tony e Mario Zelinotti                                                   |
| 1967 | Non si può leggere nel cuore        | Franco Califano                                          | Totò Savio                                              | Campanino, gli Showmen, Jacky Salvi, Massimo Ranieri e Il Giardino dei Semplici |
| 1967 | Ti vestivi d'amore                  | Franco Califano                                          | Totò Savio                                              | Jacky Salvi                                                                     |
| 1968 | Un ragazzo che sogna                | Franco Califano                                          | Totò Savio                                              | Paola Musiani                                                                   |
| 1968 | L'ultima preghiera                  | Franco Califano                                          | Totò Savio                                              | Mini Molly                                                                      |
| 1968 | Se m'innamoro di un ragazzo come te | Daniele Pace e Mario Panzeri                             | Totò Savio                                              | Orietta Berti                                                                   |
| 1969 | Se bruciasse la città               | Giancarlo Bigazzi                                        | Totò Savio ed Enrico Polito                             | Massimo Ranieri                                                                 |
| 1969 | La tua voce                         | Daniele Pace                                             | Totò Savio                                              | I Profeti                                                                       |
| 1969 | Due parole dette al vento           | Franco Califano                                          | Totò Savio                                              | Giuliana Valci                                                                  |
| 1969 | Regalami un sorriso                 | Armando Ambrosino                                        | Totò Savio                                              | Paolo Simone                                                                    |
| 1969 | Rita                                | Giancarlo Bigazzi                                        | Totò Savio ed Enrico Polito                             | Massimo Ranieri                                                                 |
| 1969 | Zero in amore                       | Armando Ambrosino e Franco Califano                      | Totò Savio                                              | Gigliola Cinquetti                                                              |
| 1969 | Nasino in su                        | Giancarlo Bigazzi                                        | Totò Savio e Claudio Cavallaro                          | Mario Tessuto                                                                   |
| 1970 | Vent'anni                           | Giancarlo Bigazzi                                        | Totò Savio ed Enrico Polito                             | Massimo Ranieri                                                                 |
| 1970 | Le braccia dell'amore               | Giancarlo Bigazzi                                        | Totò Savio ed Enrico Polito                             | Massimo Ranieri                                                                 |
| 1970 | L'amore è una colomba               | Giancarlo Bigazzi                                        | Totò Savio                                              | Gianni Nazzaro e Marisa Sannia                                                  |
| 1970 | Peccato perderti                    | Giancarlo Bigazzi                                        | Totò Savio ed Enrico Polito                             | Simona Faggio                                                                   |
| 1970 | Pericolo                            | Giancarlo Bigazzi                                        | Totò Savio ed Enrico Polito                             | Simona Faggio                                                                   |
| 1970 | Re di cuori                         | Giancarlo Bigazzi                                        | Totò Savio e Claudio Cavallaro                          | Nino Ferrer e Caterina Caselli                                                  |
| 1970 | Serenata                            | Giancarlo Bigazzi                                        | Totò Savio e Enrico Polito                              | Tony Del Monaco e Claudio Villa                                                 |
| 1970 | Lady Barbara                        | Giancarlo Bigazzi                                        | Totò Savio                                              | Renato dei Profeti                                                              |
| 1971 | Via del conservatorio               | Giancarlo Bigazzi                                        | Totò Savio ed Enrico Polito                             | Massimo Ranieri                                                                 |
| 1971 | L'amore è un attimo                 | Giancarlo Bigazzi                                        | Totò Savio ed Enrico Polito                             | Massimo Ranieri                                                                 |
| 1971 | Momento                             | Giancarlo Bigazzi                                        | Totò Savio ed Enrico Polito                             | Massimo Ranieri                                                                 |
| 1971 | 38 luglio                           | Daniele Pace                                             | Totò Savio, Giancarlo Bigazzi e Antonio Virgilio Savona | Squallor                                                                        |
| 1972 | Un gatto nel blu                    | Totò Savio e Giancarlo Bigazzi                           | Totò Savio e Giancarlo Bigazzi                          | Roberto Carlos Braga                                                            |
| 1972 | Erba di casa mia                    | Giancarlo Bigazzi                                        | Totò Savio ed Enrico Polito                             | Massimo Ranieri                                                                 |
| 1972 | Ti ruberei                          | Giancarlo Bigazzi                                        | Totò Savio ed Enrico Polito                             | Massimo Ranieri                                                                 |
| 1972 | L'infinito                          | Giancarlo Bigazzi                                        | Totò Savio ed Enrico Polito                             | Massimo Ranieri                                                                 |
| 1972 | Chi sarà con te                     | Giancarlo Bigazzi                                        | Totò Savio ed Enrico Polito                             | Massimo Ranieri                                                                 |
| 1972 | Domenica domenica                   | Franco Califano                                          | Totò Savio ed Enrico Polito                             | Massimo Ranieri                                                                 |
| 1972 | L'ultimo amico va via               | Franco Califano                                          | Totò Savio                                              | Franco Califano                                                                 |
| 1972 | È domenica mattina                  | Giancarlo Bigazzi                                        | Totò Savio                                              | Caterina Caselli                                                                |
| 1972 | Il nostro mondo                     | Giancarlo Bigazzi                                        | Totò Savio                                              | Caterina Caselli                                                                |
| 1973 | Perché ti amo                       | Giancarlo Bigazzi                                        | Totò Savio                                              | Camaleonti                                                                      |
| 1974 | Amicizia e amore                    | Giancarlo Bigazzi                                        | Totò Savio                                              | Camaleonti                                                                      |
| 1974 | Conosco questo gioco, l'amore       | Giancarlo Bigazzi                                        | Totò Savio                                              | Camaleonti                                                                      |
| 1974 | Il mare e lei                       | Giancarlo Bigazzi                                        | Totò Savio                                              | Camaleonti                                                                      |
| 1974 | Attimi                              | Giancarlo Bigazzi                                        | Totò Savio                                              | Camaleonti                                                                      |
| 1975 | M'innamorai                         | Giancarlo Bigazzi e Totò Savio                           | Giancarlo Bigazzi e Totò Savio                          | Il Giardino dei Semplici                                                        |
| 1975 | Una storia                          | Gianni Averardi e Giancarlo Bigazzi                      | Aldo Roselli e Totò Savio                               | Il Giardino dei Semplici                                                        |
| 1976 | Basta avere lei                     | Giancarlo Bigazzi e Totò Savio                           | Giancarlo Bigazzi e Totò Savio                          | Il Giardino dei Semplici                                                        |
| 1976 | Dal vivo                            | brano strumentale                                        | Giancarlo Bigazzi e Totò Savio                          | Il Giardino dei Semplici                                                        |
| 1976 | Vai                                 | Giancarlo Bigazzi e Totò Savio                           | Giancarlo Bigazzi e Totò Savio                          | Il Giardino dei Semplici                                                        |
| 1976 | Tamburino                           | Giancarlo Bigazzi e Totò Savio                           | Giancarlo Bigazzi e Totò Savio                          | Il Giardino dei Semplici                                                        |
| 1977 | Miele                               | Giancarlo Bigazzi e Totò Savio                           | Giancarlo Bigazzi e Totò Savio                          | Il Giardino dei Semplici                                                        |
| 1977 | Ricordi                             | Gianni Averardi                                          | Totò Savio                                              | Il Giardino dei Semplici                                                        |
| 1977 | Napoli, Napoli                      | Gianfranco Caliendo                                      | Totò Savio                                              | Il Giardino dei Semplici                                                        |
| 1977 | Domani                              | Giancarlo Bigazzi                                        | Totò Savio                                              | Loretta Goggi e Daniela Goggi                                                   |
| 1977 | Il professore                       | Gianfranco Caliendo                                      | Totò Savio                                              | Daniela Goggi                                                                   |
| 1978 | Dopo un rock'n'roll                 | Giancarlo Bigazzi e Totò Savio                           | Giancarlo Bigazzi e Totò Savio                          | Il Giardino dei Semplici                                                        |
| 1978 | Sto ballando                        | Giancarlo Bigazzi                                        | Totò Savio                                              | Daniela Goggi                                                                   |
| 1979 | Tango diverso                       | Paolo Amerigo Cassella                                   | Totò Savio                                              | Tamara                                                                          |
| 1979 | Tema di Gandi                       | brano strumentale                                        | Totò Savio                                              |                                                                                 |
| 1979 | Indietro no                         | Paolo Amerigo Cassella                                   | Totò Savio e Michele Zarrillo                           | Michele Zarrillo                                                                |
| 1979 | L'aria del sabato sera              | Alberto Testa e Giorgio Calabrese                        | Totò Savio e Tony De Vita                               | Loretta Goggi                                                                   |
| 1980 | Ricetta di donna                    | Paolo Amerigo Cassella, Sergio Bardotti e Ornella Vanoni | Totò Savio e Michele Zarrillo                           | Ornella Vanoni                                                                  |
| 1980 | Più forte                           | Paolo Amerigo Cassella                                   | Totò Savio e Michele Zarrillo                           | Michele Zarrillo                                                                |
| 1980 | Troppo amore                        | Paolo Amerigo Cassella                                   | Totò Savio e Michele Zarrillo                           | Michele Zarrillo                                                                |
| 1980 | Notti d'agosto                      | Franco Califano                                          | Totò Savio                                              | Loretta Goggi                                                                   |
| 1981 | Sarabanda                           | Paolo Amerigo Cassella                                   | Totò Savio e Michele Zarrillo                           | Michele Zarrillo                                                                |
| 1981 | Su quel pianeta libero              | Paolo Cassella                                           | Totò Savio e Michele Zarrillo                           | Michele Zarrillo                                                                |
| 1981 | Non è finita                        | Paolo Amerigo Cassella                                   | Totò Savio e Michele Zarrillo                           | Michele Zarrillo                                                                |
| 1981 | Dormi                               | Paolo Amerigo Cassella                                   | Totò Savio e Michele Zarrillo                           | Michele Zarrillo                                                                |
| 1981 | Quanto                              | Paolo Amerigo Cassella                                   | Totò Savio e Michele Zarrillo                           | Michele Zarrillo                                                                |
| 1981 | Strano                              | Paolo Amerigo Cassella                                   | Totò Savio e Michele Zarrillo                           | Michele Zarrillo                                                                |
| 1981 | Stop...non t'amo più                | Paolo Amerigo Cassella                                   | Totò Savio e Michele Zarrillo                           | Michele Zarrillo                                                                |
| 1981 | Maledetta primavera                 | Paolo Amerigo Cassella                                   | Totò Savio                                              | Loretta Goggi                                                                   |
| 1982 | Una rosa blu                        | Paolo Amerigo Cassella                                   | Totò Savio e Michele Zarrillo                           | Michele Zarrillo                                                                |
| 1982 | Colpo di fulmine                    | Giancarlo Bigazzi                                        | Totò Savio                                              | Barbara Boncompagni                                                             |
| 1982 | Pieno d'amore                       | Paolo Amerigo Cassella                                   | Totò Savio                                              | Loretta Goggi                                                                   |
| 1982 | Oceano                              | Paolo Amerigo Cassella                                   | Totò Savio                                              | Loretta Goggi                                                                   |
| 1983 | Valery                              | Giampiero Artegiani                                      | Totò Savio e Michele Zarrillo                           | Michele Zarrillo                                                                |